# AVEN
AVEN (англ. Apoptosis and caspase activation inhibitor) – білок, який кодується однойменним геном, розташованим у людей на 15-й хромосомі. Довжина поліпептидного ланцюга білка становить 362 амінокислот, а молекулярна маса — 38 506.
| 10         |  | 20         |  | 30         |  | 40         |  | 50         |
| ---------- |  | ---------- |  | ---------- |  | ---------- |  | ---------- |
| MQAERGARGG |  | RGRRPGRGRP |  | GGDRHSERPG |  | AAAAVARGGG |  | GGGGGDGGGR |
| RGRGRGRGFR |  | GARGGRGGGG |  | APRGSRREPG |  | GWGAGASAPV |  | EDDSDAETYG |
| EENDEQGNYS |  | KRKIVSNWDR |  | YQDIEKEVNN |  | ESGESQRGTD |  | FSVLLSSAGD |
| SFSQFRFAEE |  | KEWDSEASCP |  | KQNSAFYVDS |  | ELLVRALQEL |  | PLCLRLNVAA |
| ELVQGTVPLE |  | VPQVKPKRTD |  | DGKGLGMQLK |  | GPLGPGGRGP |  | IFELKSVAAG |
| CPVLLGKDNP |  | SPGPSRDSQK |  | PTSPLQSAGD |  | HLEEELDLLL |  | NLDAPIKEGD |
| NILPDQTSQD |  | LKSKEDGEVV |  | QEEEVCAKPS |  | VTEEKNMEPE |  | QPSTSKNVTE |
| EELEDWLDSM |  | IS         |  |            |  |            |  |            |

A: Аланін

C: Цистеїн

D: Аспарагінова кислота

E: Глутамінова кислота

F: Фенілаланін

G: Гліцин

H: Гістидин

I: Ізолейцин

K: Лізин

L: Лейцин

M: Метіонін

N: Аспарагін

P: Пролін

Q: Глутамін

R: Аргінін

S: Серин

T: Треонін

V: Валін

W: Триптофан

Кодований геном білок за функцією належить до фосфопротеїнів. 
Задіяний у таких біологічних процесах, як апоптоз, метилювання. 
Локалізований у мембрані.